# Witold Sobociński

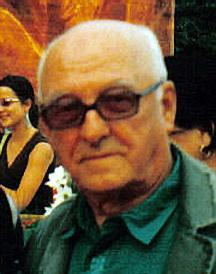
Witold Sobociński

Witold Sobociński (phát âm tiếng Ba Lan: [ˈvitɔlt sɔbɔˈt͡ɕiɲskʲi]; sinh ngày 15 tháng 10 năm 1929 – mất ngày 19 tháng 11 năm 2018) là một đạo diễn hình ảnh, giáo viên hàn lâm và cựu nhạc công nhạc jazz người Ba Lan. Ông tốt nghiệp Trường Điện ảnh Quốc gia ở Łódź rất nổi tiếng lúc bấy giờ. Khi còn ngồi trên ghế nhà trường, Witold Sobociński là thành viên chơi trống của ban nhạc jazz tiên phong mang tên Melomani.
Sau khi tốt nghiệp, Witold Sobociński làm việc tại Đài truyền hình Ba Lan và Xưởng phim Czolowka với vai trò quay phim. Ông ra mắt với tư cách đạo diễn hình ảnh vào năm 1957. Witold Sobociński từng hợp tác với nhiều đạo diễn có tên tuổi bao gồm Andrzej Wajda, Krzysztof Zanussi và Roman Polanski. Ông làm giảng viên tại Trường Điện ảnh Quốc gia ở Łódź từ năm 1980 cho đến khi ông mất vào năm 2018. Witold Sobociński được vinh dự nhận nhiều giải thưởng. Bên cạnh đó, ông còn đồng sản xuất nhiều bộ phim đáng chú ý. Một tuần trước khi qua đời, Witold Sobociński được trao Giải thưởng Thành tựu trọn đời tại Liên hoan phim Camerimage danh giá.
Con trai ông là Piotr Sobociński (1958 - 2001), cũng là một đạo diễn hình ảnh.

## Thành tích nghệ thuật
- The Adventures of Gerard (1970)
- Family Life (Życie rodzinne; 1971)
- The Wedding (Wesele; 1972)
- The Hourglass Sanatorium (Sanatorium pod klepsydrą; 1973)
- The Promised Land (Ziemia obiecana; 1975)
- O-Bi, O-Ba: The End of Civilization (O-bi, o-ba: Koniec cywilizacji; 1985)
- Pirates (1986)
- Frantic (1988)
- Torrents of Spring (1989)
- The Gateway of Europe (Wrota Europy; 1999)[2]